# Wayne Allard
Alan Wayne Allard (Fort Collins, Colorado; 2 de diciembre de 1943) es un veterinario y político estadounidense que fue Representante de los Estados Unidos (1991-1997) y Senador de los Estados Unidos (1997-2009) por Colorado, y anteriormente Senador por el Estado de Colorado (1983-1991). Miembro del Partido Republicano, no se presentó a la reelección al Senado de Estados Unidos en 2008. Desde febrero de 2009, trabaja en The Livingston Group, una empresa de cabildeo de Washington D. C.

## Primeros años
Allard nació en Fort Collins, Colorado, hijo de Sibyl Jean (de soltera Stewart) y Amos Wilson Allard. Desciende de inmigrantes de Canadá y Escocia (Reino Unido). Se crio en un rancho cerca de Walden, Colorado. En 1968 obtuvo el título de Doctor en Medicina Veterinaria por la Universidad Estatal de Colorado.

### Senado de Colorado
Allard siguió dirigiendo una consulta veterinaria a tiempo completo, al tiempo que representaba a los condados de Larimer y Weld en el Senado del Estado de Colorado, de 1983 a 1990. Durante su mandato fue un firme defensor de la responsabilidad fiscal y de la preservación de una legislatura ciudadana. La influencia de Allard en la política local aún se deja sentir hoy en día, ya que es el patrocinador de la ley de Colorado que limita las sesiones legislativas estatales a 120 días.

### Cámara de Representantes de los Estados Unidos
Allard fue miembro de la Cámara de Representantes de los Estados Unidos por el Cuarto Distrito Congresual de Colorado de 1991 a 1997. Como representante de Colorado, Allard formó parte del Comité Conjunto para la Reforma del Congreso, que recomendó muchas de las reformas incluidas en el Contrato con América. Estas reformas se convirtieron en algunas de las primeras en ser aprobadas por el Congreso controlado por los republicanos en 1995 y fueron la clave de su plataforma.

## Senado de los Estados Unidos

### Elecciones
En 1996, Allard fue elegido senador de los Estados Unidos, derrotando a la fiscal general del estado Gale Norton en las primarias republicanas y a Tom Strickland por cinco puntos porcentuales en las elecciones generales. Se comprometió entonces a cumplir solo dos mandatos en el Senado antes de retirarse. En 2002 fue reelegido, derrotando de nuevo a Strickland por el mismo margen.

### Tenencia
En 2003, Allard presentó en el Senado la Enmienda Federal sobre el Matrimonio, que pretendía prohibir los matrimonios entre personas del mismo sexo. La enmienda no prosperó en la Cámara de Representantes.
En 2004, Allard volvió a presentar la Enmienda Federal sobre el Matrimonio con pequeños cambios. Al presentar la enmienda, Allard argumentó que existe un "plan maestro" para "destruir la institución del matrimonio". La aprobación de la propuesta de enmienda fracasó por 227 votos a favor y 186 en contra, cuando se requieren 290 votos afirmativos (dos tercios) para aprobar una propuesta de enmienda constitucional.
En un artículo de abril de 2006, Time nombró a Allard uno de los 5 peores senadores de Estados Unidos, apodándolo "El hombre invisible". El artículo le criticaba por ser "tan soso que sus críticos le han apodado "Dullard"", por "no desempeñar nunca un papel en la legislación importante, a pesar de formar parte de dos comisiones clave del Senado, Presupuesto y Asignaciones" y por "hablar raramente en el pleno o celebrar conferencias de prensa para impulsar sus ideas", concluyendo que "pocos de los proyectos de ley que ha presentado en el último año han sido aprobados". El artículo señalaba, sin embargo, que era "educado, afable y dispuesto a asumir tareas ingratas, como su actual función de supervisar la construcción de un centro de visitantes en el Capitolio". En respuesta, dos importantes periódicos de Colorado defendieron al senador. The Rocky Mountain News replicó que Time había tomado la "decisión equivocada" y que Allard era un "trabajador defensor de los intereses de Colorado". The Gazette (Colorado Springs) también se pronunció, diciendo que el artículo era "... una bazofia blanda, subjetiva, sarcástica e impresionista, una prueba más de lo bajo que ha caído esta publicación antaño seria". Tras su jubilación, The Denver Post declaró que "aunque no siempre estuvimos de acuerdo con el senador Wayne Allard en cuestiones políticas, nunca dudamos de que trabajaba duro por Colorado".
El 15 de enero de 2007, Allard anunció que cumpliría una promesa electoral de 1996 de servir sólo dos mandatos en el Senado y que se retiraría en enero de 2009.
En abril de 2007, Allard anunció su apoyo a Mitt Romney para la candidatura republicana a la presidencia de Estados Unidos. Cambió su apoyo a John McCain una vez que éste se aseguró su puesto como presunto candidato republicano.
Como parte de una declaración publicada por su oficina en apoyo de un día para honrar a los socorristas de emergencia en 2007, Allard fue citado diciendo: "Los primeros intervinientes en Colorado han prestado recientemente servicios críticos ante ventiscas y tornados. Puesto que no creo que los primeros intervinientes hayan hecho nada realmente significativo en comparación con sus homólogos que se han enfrentado a auténticas catástrofes naturales, no tengo ni idea de qué más decir aquí..."
En marzo de 2008, el National Journal lo clasificó como el segundo senador estadounidense más conservador, basándose en sus votos de 2007.

## Posiciones políticas

### Registro medioambiental
Allard fue copatrocinador del proyecto de ley James Peak Wilderness, que creó una reserva de 14.000 acres (57 km²) alrededor de James Peak y añadió 3.000 acres (12 km²) al Área de Protección de Indian Peak. También patrocinó la ley que creó el Parque nacional y reserva Grandes Dunas de Arena, de 340 km². Allard fue también presidente y fundador del Grupo del Senado sobre Energías Renovables y Eficiencia.
En 2006, el grupo ecologista Republicanos por la Protección del Medio Ambiente elogió a Allard por su apoyo a la legislación para que el Cuerpo de Ingenieros del Ejército rindiera cuentas del impacto ambiental y económico de sus proyectos, pero lo criticó por apoyar las prospecciones petrolíferas tanto en alta mar como en el Refugio Nacional de Vida Silvestre del Ártico, en Alaska. La Liga de Votantes por la Conservación, organización no partidista, otorgó a Allard una calificación del 29% en 2006.

## Vida personal
Mientras terminaba sus estudios de veterinaria, Allard se casó con Joan Malcolm, licenciada en microbiología también por la CSU. Entonces fundaron su clínica veterinaria, el Allard Animal Hospital. Los Allard criaron a sus dos hijas, Christi y Cheryl, en Loveland, Colorado, y tienen cinco nietos. Es protestante.
En 2007, Allard escribió Colorado's U.S. Senators: A Biographical Guide. El libro fue publicado por Fulcrum Publishing.